# Доронина, Наталия Георгиевна
Наталия Георгиевна Доронина (26 мая 1944, Москва — 4 сентября 2023) — юрист и экономист, специалист по советскому хозяйственному законодательству и проблемах иностранных инвестициях в РФ; выпускница МГИМО (экономист-международник, 1967); доктор юридических наук с диссертацией о проблемах правового регулирования иностранных инвестиций (1996); ведущий научный сотрудник в Институте законодательства и сравнительного правоведения при Правительстве РФ; профессор Академии внешней торговли.

## Работы
Наталия Доронина является автором и соавтором нескольких десятков научных публикаций, включая несколько монографий, учебников и учебных пособий; она специализируется, в основном, на юридических проблемах иностранных инвестициях в Россию:
- «Правовое регулирование иностранных инвестиций в России и за рубежом» (1993)
- «Государство и регулирование инвестиций» (2003).
- Комментарии к закону «Об иностранных инвестициях в Российской Федерации» (1999)
- Комментарии к закону «Об инвестиционных фондах» (2003).
- «Гражданское и торговое право зарубежных стран и инвестиции»
- «Инвестиционное право»
- «Правовое регулирование иностранных инвестиций».
- «Гражданское право». Ч.2. Обязательственное право. Под ред. В. В. Залесского (М., 1997);
- «Международное частное право». Отв. ред. Н. И. Марышева (М., 2000);
- «Банковское право». Т.2. Полутом 1. Под ред. Г. Тосуняна (М., 2003)
- «Конкурентное право Российской Федерации». Под ред. Н. И. Клейн, Н. Е. Фонаревой (М., 1999)
- «Предпринимательское право». Под ред. Н. И. Клейн (М., 1993).
- Право и экономическая деятельность: современные вызовы. М. 2015.